# Capilla de Santa Teresa (Mezquita-catedral de Córdoba)
La capilla de Santa Teresa de la Mezquita-catedral de Córdoba (España), también conocida como capilla del Cardenal Salazar o como capilla del Tesoro, está situada al lado del mihrab y fue fundada en 1697 por Pedro de Salazar Gutiérrez de Toledo, cardenal de la Santa Cruz de Jerusalén y obispo de Córdoba entre los años 1686 y 1706. Gran admirador y devoto de Santa Teresa de Jesús, creó en honor de la santa abulense esta capilla de la Mezquita-catedral, que también habría de contener sus restos mortales, así como las obras más valiosas del tesoro de la catedral. El cardenal no llegó a ver finalizadas las obras de la capilla de Santa Teresa, pues falleció en 1706, mientras que la capilla se finalizó entre los años 1711 y 1712, en que finalizó su dotación y embellecimiento.
En el centro de la capilla se encuentra la custodia de Enrique de Arfe, realizada entre 1514 y 1518.

## Historia
En esta zona, junto al antiguo mihrab, se encontraban las capillas de San Martín, fundada por Pay Arias de Castro, señor de Espejo en 1330, y la de San Andrés, fundada por el deán de la Catedral Gil Pérez en 1341. Debido a la extinción del patronato de las capillas, la Fábrica de la Catedral cedió los solares al cardenal Pedro de Salazar para la construcción de su nueva capilla, que haría las funciones de su propio panteón y de nueva sacristía. El prelado dedicó 30.000 ducados para su construcción, aunque finalmente el presupuesto aumentó más de 40.000 ducados.
El cardenal Salazar encargó la obra a Francisco Hurtado Izquierdo en 1697, maestro mayor de la Catedral desde ese año, sirviéndole como ayudante Teodosio Sánchez de Rueda, quien realizó las yeserías de la cúpula, finalizando en el año 1703, tal como se lee en la clave de un arco situado en la capilla. En 1705 Teodosio Sánchez realizó el retablo central de Santa Teresa, sustituido posteriormente por el actual neoclásico, donde destaca el relieve en bronce de la puerta del sagrario representando el entierro de Cristo, traído de Italia y realizado por Virgilio Castelli. Entre los años 1709 y 1710 construyó, junto a Domingo Lemico y Juan Prieto, el mausoleo del cardenal Salazar, diseñado por Francisco Hurtado a imitación de los sepulcros papales de Bernini en la basílica de San Pedro del Vaticano, empleando mármol blanco para las figuras y mármol negro para la parte arquitectónica. En 1712 Teodosio Sánchez realiza los marcos para los lienzos de la Purísima Concepción y de la Asunción que se colocaron encima de los accesos al tesoro y a la cripta, obras pintadas por Juan Pompeyo.
En 1713 se realizaron los tres grandes lienzos que decoran la capilla con el martirio de los santos Acisclo y Victoria, la aparición del arcángel Rafael al padre Roelas y la entrega de Córdoba a Fernando III en 1236, todas obras del cordobés Antonio Palomino.

## Descripción

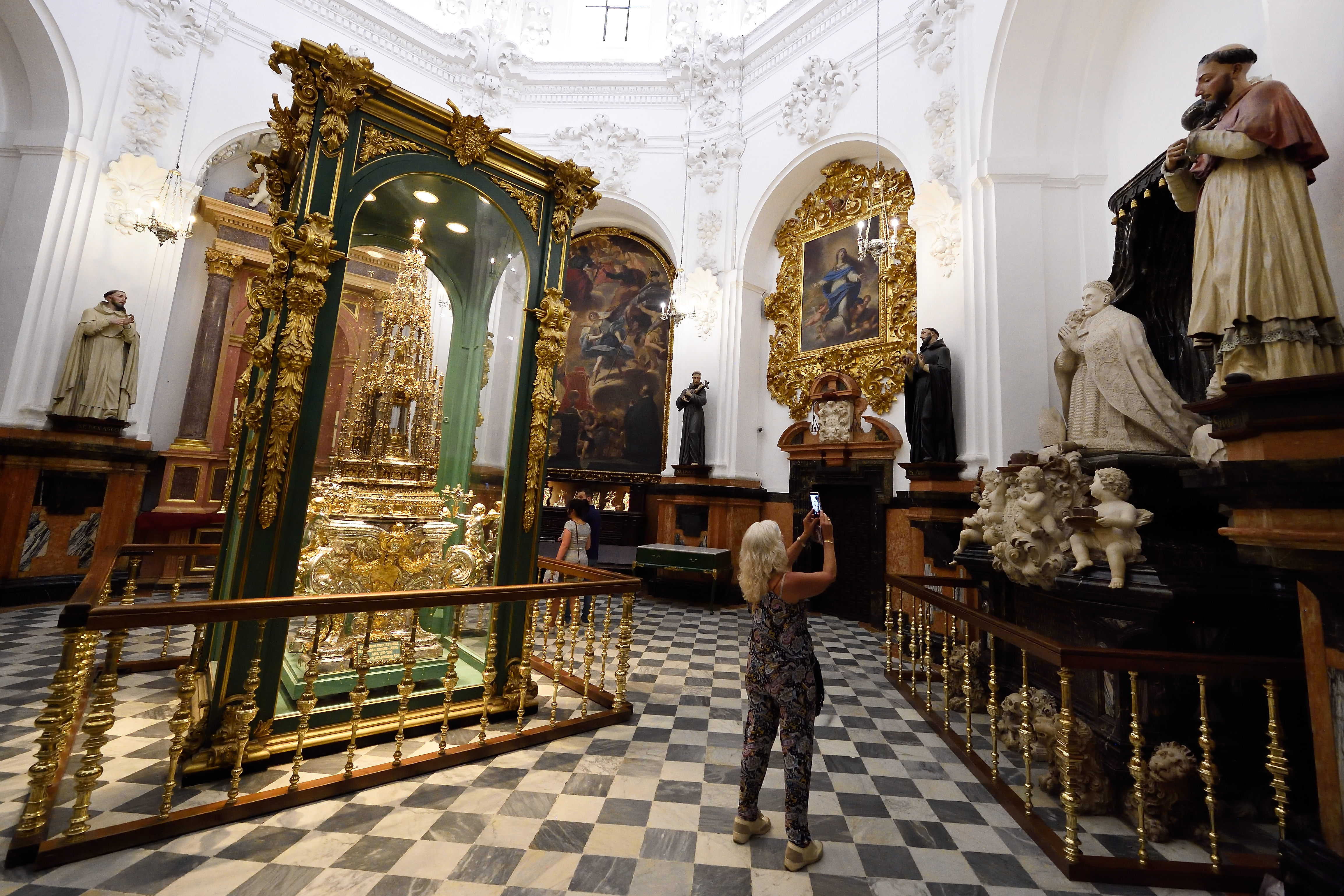
Interior de la capilla.

El acceso a la capilla se realiza a través de una portada edificada con mármoles de color negro y rojo. La portada está formada por un arco de medio punto, y está enmarcada por dos columnas dóricas que se asientan sobre altos basamentos. En la cornisa quebrada de la portada de la capilla se localiza el escudo del cardenal Salazar. La planta de la capilla es de forma octogonal y está cubierta por una cúpula gallonada, dividida en plementos por medio de abundantes yeserías. El tambor de la cúpula está horadado por ocho ventanales. En alzado presenta grandes pilastras, intensamente ornamentadas con yeserías, que sostienen ocho arcos de medio punto. Además de la gran portada principal, hay dos pequeñas puertas realizadas en mármol; la situada a la izquierda comunica con una habitación rectangular, que se halla a su vez dividida en dos espacios por medio de una portada manierista realizada a comienzos del siglo XVII, en la que se encuentra expuesto de forma permanente el Tesoro de la Mezquita-Catedral. La puerta del lado derecho permite el acceso a la cripta.

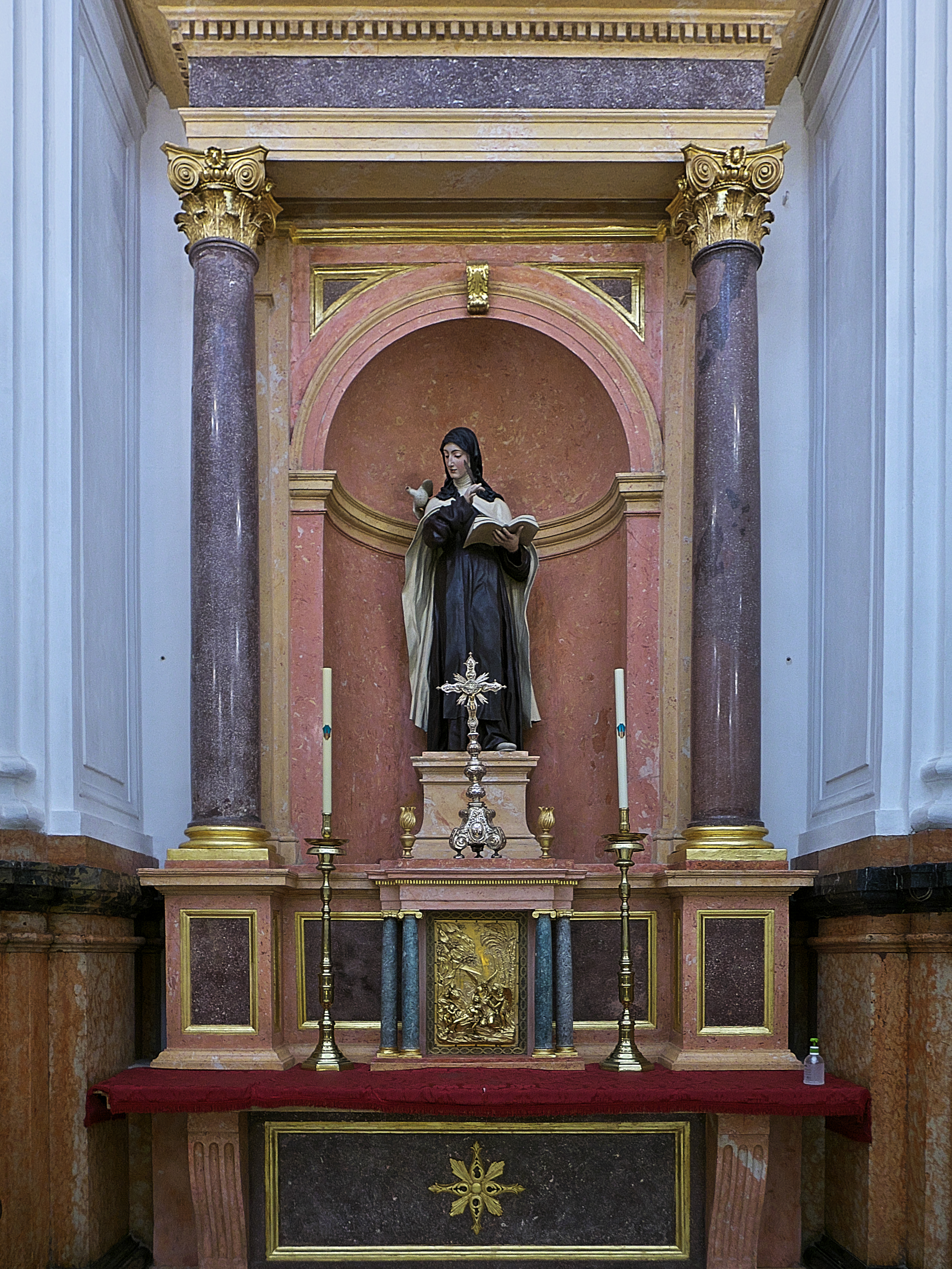
Altar central de Santa Teresa.

El resto de la capilla muestra una variada decoración; tres de los arcos están ocupados por cajoneras del siglo XVIII, en cuyas vitrinas superiores se guardan piezas de platería. Encima de cada una de las cajoneras se halla un lienzo, cuyo autor fue el bursabolitano Antonio Palomino, que muestran diferentes episodios históricos acaecidos en la ciudad de Córdoba, que los realizó en 1712. En los tres lienzos están representadas «La rendición de la ciudad de Córdoba a San Fernando», «El Martirio de San Acisclo y Santa Victoria» y «La Aparición de San Rafael al Venerable Padre Roelas». Son lienzos en los que hay una gran expansión de los colores y una recreada movilidad, que demuestran la dimensión creadora del artista.
Sobre las puertas que conducen al Tesoro y a la cripta hay sendos lienzos que representan a la Inmaculada Concepción y a la Asunción, procedentes ambos de la escuela granadina, y realizados en el último tercio del siglo XVII. Los marcos de los lienzos fueron tallados y dorados por Teodosio Sánchez de Rueda. Al taller de José de Mora también se atribuyen las demás imágenes del magno recinto, que se hallan sustentadas sobre repisas, y que representan a los santos por los que Salazar profesaba más devoción. Los ocho santos son San Ramón Nonato, San Agustín, San Francisco de Asís, San Bernardo, San Pedro Nolasco, Santo Domingo de Guzmán, San Antonio de Padua y por último, San Francisco de Sales.
El frente principal de la capilla está ocupado por el altar de Santa Teresa, con un retablo neoclásico de estuco; el sagrario tiene un relieve en bronce dorado que representa el entierro de Cristo, obra del artista italiano Virgilio Castelli, y fue traído desde Roma por el cardenal Salazar; en la hornacina principal se encuentra la imagen de Santa Teresa, atribuida a José de Mora, realizada hacia el año 1705. La santa se halla en actitud de escribir, y parece escuchar la voz divina a través de los susurros de una paloma, que representa al Espíritu Santo, posada en el hombro derecho. Por encima de la imagen de Santa Teresa, sobre la cornisa, hay un tondo con un relieve que representa a Dios Padre.

## Sepulcro del cardenal Salazar

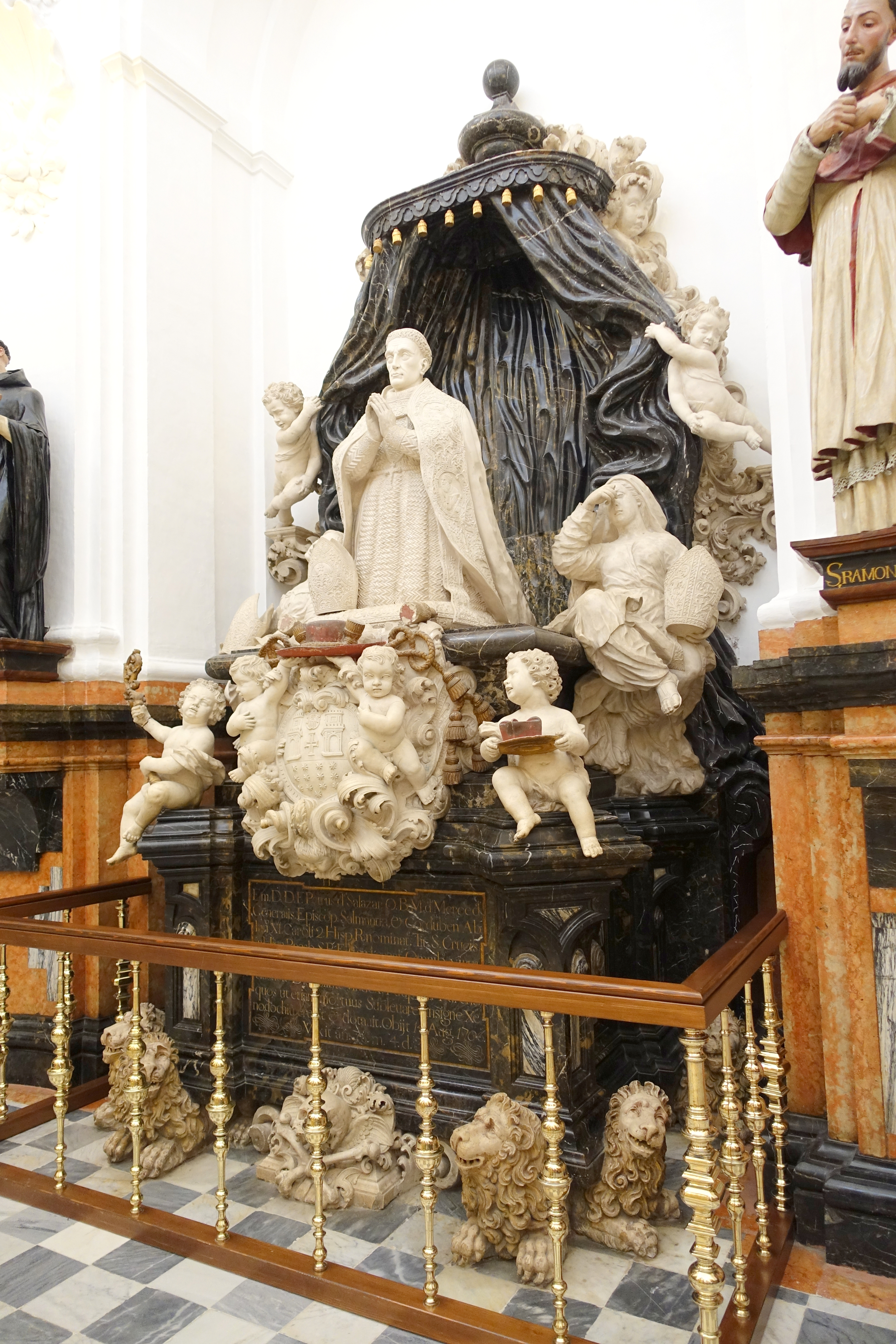
Sepulcro del cardenal Salazar.

Junto a la puerta de entrada, en el lado derecho, puede admirarse el sepulcro del cardenal Salazar. El sepulcro fue construido con mármoles negros y con las figuras y adornos en mármol blanco. La estatua orante del cardenal se halla bajo un dosel sostenido por querubines. El sepulcro fue realizado entre 1709 y 1710 mediante la triple colaboración de Teodosio Sánchez de Rueda, Juan Prieto y Domingo Lemico, pero ajustándose las realizaciones de los tres artistas al diseño del arquitecto Francisco Hurtado Izquierdo, creador de la capilla de Santa Teresa, donde se localiza el sepulcro del prelado. El sepulcro presenta en su frontal su escudo cardenalicio y el siguiente epitafio del cardenal:

«H. S. E. Emmus. D. D. Frater Petrus de Salazar Ordinis Sanctae Mariae de Mercede Generalis, Episcopus Salmantinus et Cordubensis. Ab. Inocencio XI. Caroli II Hispaniarum regis nominatione tituli Sanctae Crucis in Hierusalem, Presbyter. S. R. E. Cardinalis creatus. Omnibus vrtutus et litteratum ornamentis clarissimus, ecclesiasticae disciplinae vindex, pauperum parens, quos ut etiam mortuus sublevaret insigne Xenodochium erexit et dotavit. Obiit 14 augusti 1706 vixit annos 76 menses 4 dies 3. Communi parenti bene precare.»

## Cripta
La cripta de la capilla de Santa Teresa es obra de Teodosio Sánchez de Rueda. Se desciende a ella a través de una escalera de tres tramos. La cripta, de forma elíptica y alzado con pilastras decoradas con las imágenes de los doctores de la Iglesia, está cubierta por una bóveda ornamentada con yeserías. En sus muros se hallan incrustados arcosolios en los que se colocaron los altares. De los siete altares que ornan la capilla, dos de ellos, que sirven como relicarios, fueron realizados por Teodosio Sánchez de Rueda en 1705. Los restantes fueron realizados por el italiano Juan Pompeyo en 1713 y en ellos hay lienzos que muestran a San Eulogio, la aparición de la Virgen a San Fernando, la transverberación de Santa Teresa, el martirio de San Zoilo y la Inmaculada Concepción. En la actualidad, hace las funciones de sala capitular. 